# Villa Sancerre
Die Villa Sancerre steht in der Rennerbergstraße 11 im Stadtteil Niederlößnitz der sächsischen Stadt Radebeul. Rechts hinten im Grundstück liegt mit der Adresse Rennerbergstraße 11a das ebenso wie das Haupthaus um 1900 errichtete Kutscher- oder Gartenhaus.

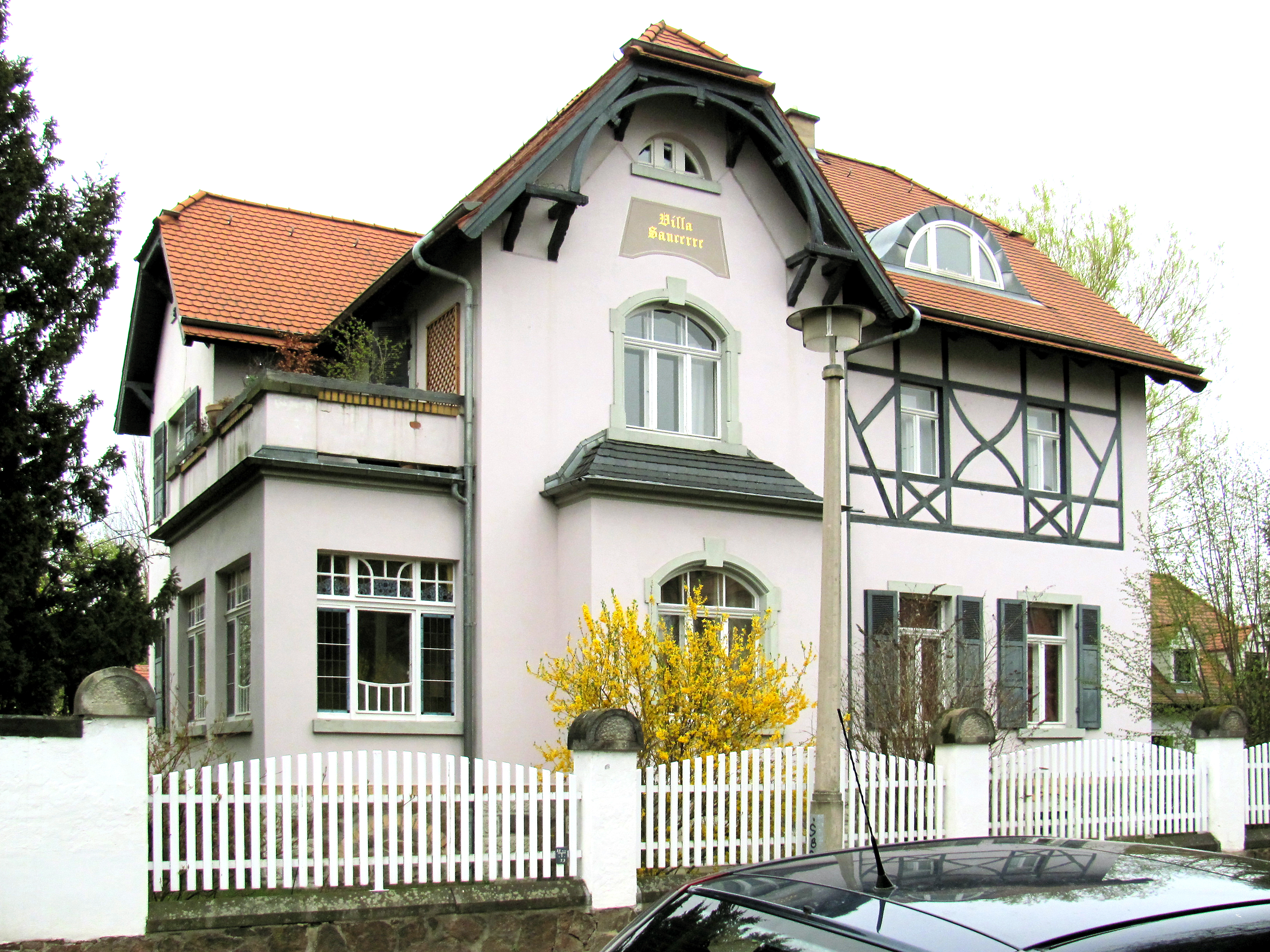
Villa Sancerre

## Beschreibung

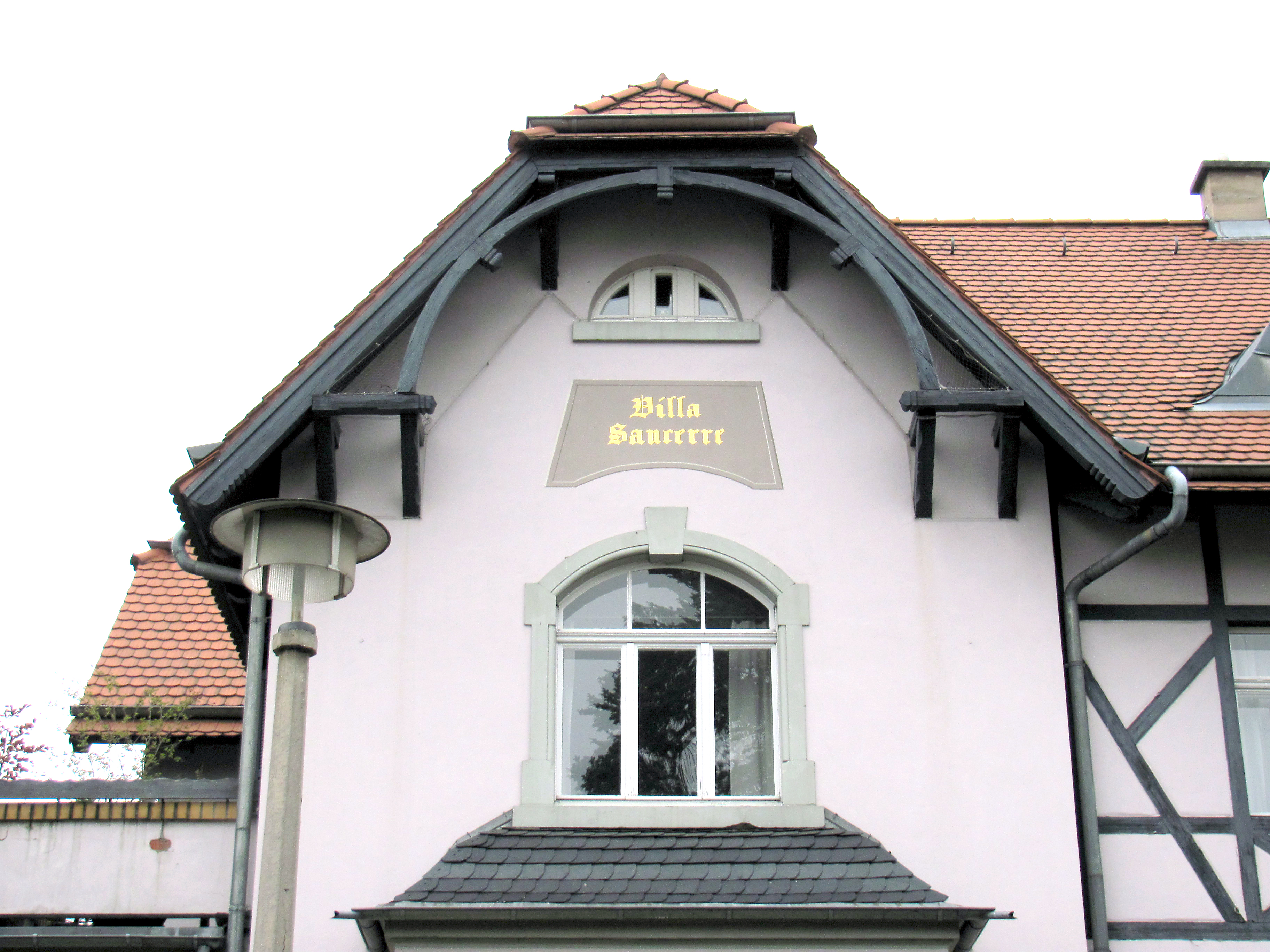
Villa Sancerre: Häusername

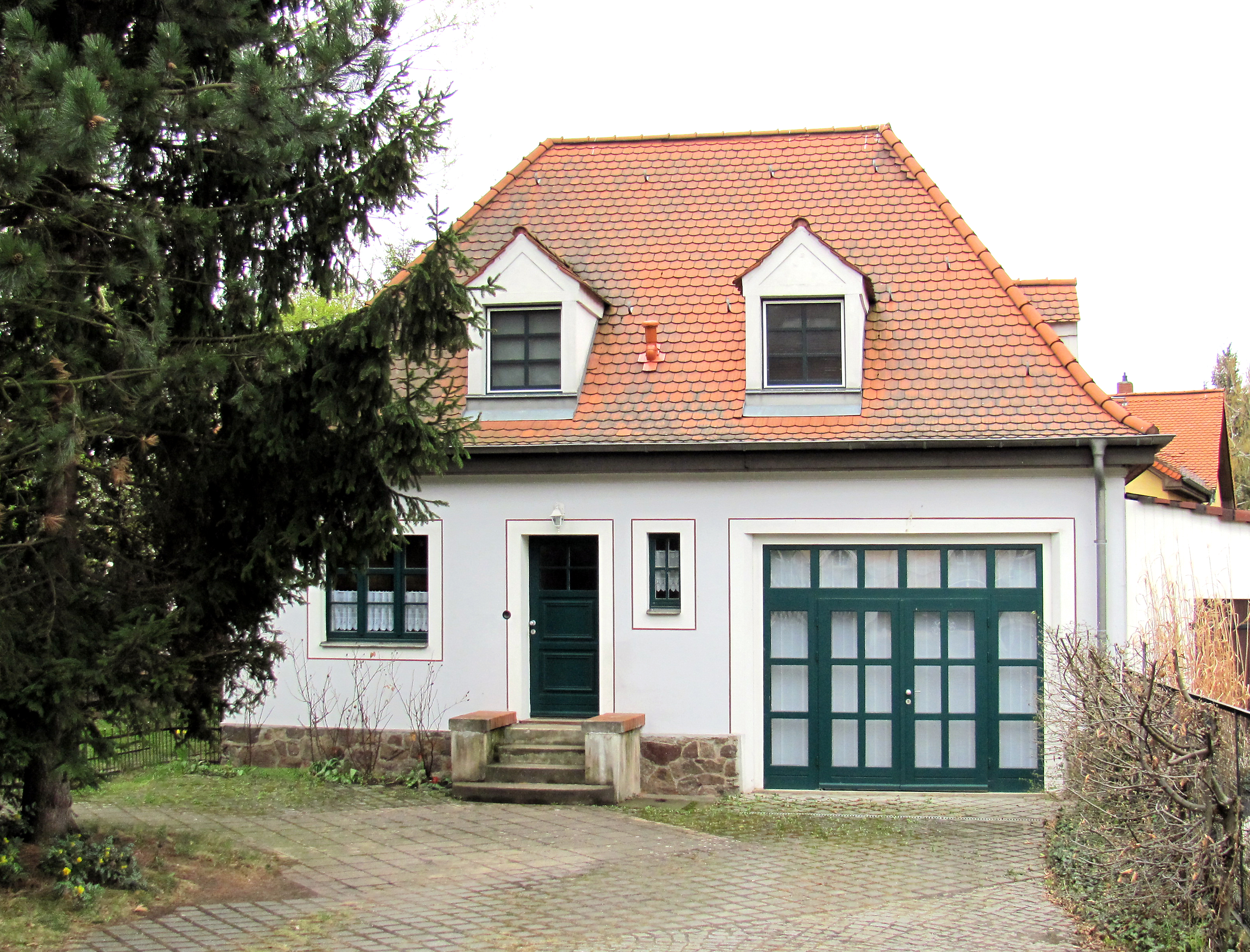
Kutscherhaus Villa Sancerre

Die zweigeschossige, mit Einfriedung denkmalgeschützte Mietvilla hat einen asymmetrischen Grundriss und ein ziegelgedecktes Krüppelwalmdach. In der Straßenansicht des Putzbaus befindet sich links ein Seitenrisalit mit einem Krüppelwalm-Gesprengegiebel. Vor dem Risalit kragt ein verdachter Standerker aus der Wand. Das Obergeschoss der sich rechts befindlichen Rücklage ist mit Zierfachwerk belegt.
Ein gleicher Risalit steht in der linken Seitenansicht zur Gebäuderückseite hin, davor zur Straße hin steht eine massive Veranda mit einem Austritt obenauf. In der rechten Seitenansicht befindet sich ein Eingangsvorbau. Die Fenster haben teilweise Klappläden, im Treppenhaus befinden sich Bleiglasfenster.
Das denkmalgeschützte Kutscherhaus ist ein eingeschossiger Bau mit einem Walmdach und Gauben. Im Garten steht ein denkmalgeschützter Schalenbrunnen von 1912 mit einem Putto und Fisch.
Das vor seiner um 1994 erfolgten Sanierung namenlose Wohnhaus erhielt von seinem Eigentümer den heute an der Fassade angebrachten Häusernamen. Dieser bezieht sich auf die französische Stadt Sancerre an der Loire, wo auch Wein angebaut wird. „Die gebrochene Schrift ist etwas schwer lesbar. Auch die Bearbeiter der Radebeuler Denkmaltopographie hatten da ihre Probleme, der Name wird dort zu »Villa Saurerre« verballhornt.“

## Geschichte
Ab 1933 wohnte die Malerin und Meisterschülerin von Otto Dix, Gussy Ahnert, auf der Rennerbergstraße 11.